# Estação 23rd Street (PATH)
23rd Street é uma estação no sistema PATH. Localizada na interseção entre a 23rd Street e a Sexta Avenida, no bairro de Chelsea em Manhattan, Nova Iorque, é servida pelas rotas Hoboken–33rd Street e Journal Square–33rd Street nos dias de semana, e pelo serviço Journal Square–33rd Street (via Hoboken) em finais de semana.

## Leiaute da estação
A estação foi aberta em 15 de junho de 1908. Antes da linha ser estendida até a 23rd Street, o terminal norte da Hudson and Manhattan Railroad era a estação na 19th Street.
A estação da PATH tem plataformas laterais, mas passageiros tem que descer um nível, andar por uma passagem, e subir uma escada, para chegar ao mezanino do metrô de Nova Iorque. As catracas da PATH estão localizadas na passagem, que fica abaixo da linha da Sexta Avenida da IND.
Há uma conexão com o metrô em suas plataformas, servidas pelas rotas F, <F>, e M, localizadas em cada lado da estação da PATH. As linhas férreas expressas, usadas pelos serviços B e D, ficam abaixo dos da PATH. As linhas expressas foram construídas na metade da década de 1960 usando o método da "escavação profunda".

### Saídas
A plataforma norte pode ser acessada pelas saídas no lado leste da 23rd Street e Sexta Avenida, enquanto que a sul é acessada pelas saídas no lado oeste. Existem duas saídas nas duas quinas da interseção, servindo o metrô e a PATH. A estação da PATH tem acesso direito apenas da estação do metrô. Os trens com destino à 33d Street podem ser embarcados pela plataforma norte, enquanto que os com destino à Nova Jérsei podem ser acessados pela plataforma sul. As entradas ao sul em cada lado parecem ser parte das entradas originais da PATH.
- Entrada sudeste, vista em 2017
- Entrada nordeste, vista em 2017
- Entrada sudeste, vista em 2018 após a renovação da estação do metrô